# Les Mauvaises Herbes
Pour les articles homonymes, voir Mauvaises herbes.
Pour plus de détails, voir Fiche technique et Distribution.
Les Mauvaises Herbes est un film québécois réalisé par Louis Bélanger, sorti en 2016.
Il est présenté en première mondiale au Festival international du film de Santa Barbara 2016, dans la catégorie « International »,.

## Synopsis
Jacques Sauvageau, un acteur accro au jeu compulsif et recherché pour dettes, s'enfuit de Montréal en plein hiver sur un coup de tête et se retrouve dans un patelin perdu. Il est recueilli par Simon Boulerice, un solitaire qui cultive dans sa grange de la marijuana. Boulerice, qui a besoin de bras pour sa culture, met Sauvageau au parfum et le garde en semi-captivité, le temps qu'un accord s'établisse entre eux : son aide à Boulerice permettra à Sauvageau de payer ses dettes.
Bientôt, une releveuse du compteur électrique, Francesca, se pointe dans le cadre de son travail et découvre la culture illégale. Boulerice la séquestre, le temps de faire avec elle un marché mutuellement profitable, un peu comme avec Sauvageau. La culture arrive bientôt à point et Boulerice envisage de laisser à son fils, qu'il n'a pas vu depuis 18 ans, une terre à bois acquise avec les fruits de son commerce illégal. Il vend habituellement sa récolte à un club de motards local.
Patenaude, le shylock à la recherche de Sauvageau, a découvert que ce dernier se cachait chez Boulerice, l'acteur ayant été vu avec la motoneige de Boulerice au bar où il était allé assouvir sa passion du jeu. Il arrive à la grange et menace Boulerice, découvre Sauvageau, mais Francesca l'assomme le temps que les trois partenaires lui construisent une prison improvisée. Sauvageau tente de régler sa dette avec le shylock qui ne veut rien entendre. Une nuit, celui-ci réussit à sortir de sa geôle, mais en s'enfuyant avec la motoneige de Boulerice, il s'enfonce dans un marais mal gelé et trouve la mort.
Le shylock a saccagé l'installation de culture de cannabis avant de partir, mais Nancy, la copine de Francesca, mobilise quelques amis du cégep qui aident à réparer les dégâts. Comme Boulerice meurt entretemps d'une crise cardiaque, Sauvageau complète la transaction lucrative avec les motards et apporte bientôt au fils de Boulerice les titres de la terre à bois léguée par son père.

## Fiche technique
Sources : IMDb et Films du Québec
- Titre original : Les Mauvaises Herbes
- Réalisation : Louis Bélanger
- Scénario : Louis Bélanger et Alexis Martin
- Musique : Guy Bélanger
- Conception visuelle : André-Line Beauparlant
- Costumes : Sophie Lefebvre (en)
- Maquillage : Kathryn Casault
- Coiffure : Martin Rivest
- Photographie : Pierre Mignot
- Son : Marcel Chouinard, Louis Collin, Stéphane Bergeron
- Montage : Claude Palardy
- Production : Lorraine Dufour et Luc Vandal
- Société de production : Coop Vidéo de Montréal
- Sociétés de distribution : Les Films Christal, Les Films Séville
- Budget : 3,9 millions $ CA
- Pays de production :  Canada
- Tournage: du 2 février au 14 mars 2015 dans les Laurentides
- Langue originale : français
- Format : couleur
- Genre : Comédie dramatique
- Durée : 108 minutes
- Dates de sortie :
  - Canada : 
    - 7 mars 2016 (première au cinéma Impérial à Montréal)
    - 11 mars 2016 (sortie en salle au Québec)
    - 5 juillet 2016 (DVD)

  -  France : 5 avril 2017
- Classification :
  - Québec : Visa général[5]

## Distribution
- Alexis Martin : Jacques Sauvageau
- Gilles Renaud : Simon Boulerice
- Emmanuelle Lussier-Martinez : Francesca
- Luc Picard : Patenaude
- Myriam Côté : Nancy, caissière de l'épicerie
- Patrick Hivon : Alexandre Boulerice, le fils de Simon
- Stéphane Jacques : Tony
- Yves Bélanger : « Doune »
- Bénédicte Décary : la marquise de La Creuse
- Alexis Lefebvre : Bastien
- Gary Boudreault : « Deux-temps »
- François Papineau : la comte
- Sylvio Archambault : « Balloune »
- Catherine Chabot : Soubrette

## Distinctions

### Récompenses
- Festival du film francophone d'Angoulême 2016 :
  - Valois du scénario
  - Valois du public